# Dawid Torosjan
Dawid Torosjan (orm. Դավիթ Թորոսյան, ur. 23 września 1950 w Erywaniu) – radziecki bokser, z pochodzenia Ormianin. W 1976 roku na letnich igrzyskach olimpijskich w Montrealu zdobył brązowy medal w wadze muszej. Dwa lata wcześniej podczas mistrzostw świata w Hawanie zajął trzecie miejsce w turnieju wagi koguciej.